# Kothanahalli, Channarayapatna
Kothanahalli là một làng thuộc tehsil Channarayapatna, huyện Hassan, bang Karnataka, Ấn Độ.